# Heterogramma micculalis
Heterogramma micculalis là một loài bướm đêm trong họ Noctuidae.